# غيظة البرق (الريدة)
'

تعديل مصدري - تعديل

غيظة البرق هي إحدى قرى عزلة الريدة وقصيعر بمديرية الريدة وقصيعر التابعة لمحافظة حضرموت، بلغ تعداد سكانها 83 نسمة حسب تعداد اليمن لعام 2004.